# エンスージアスト・ゲーミング
エンスージアスト・ゲーミング（Enthusiast Gaming）は、ビデオゲームジャーナリズムを専門とするカナダのデジタルメディア企業。 
2021年4月、この会社はNASDAQに上場した。